# Picot ardent d'Indonèsia
picot ardent d'Indonèsia (Dinopium rafflesii)
és un ocell de la família dels pícids (Picidae) que habita la selva humida de les terres baixes fins als 1600 m, a la Península Malaia, Sumatra i Borneo.